# American School of Kinshasa
L'American School of Kinshasa (TASOK), créée en 1961, est une école internationale mixte et indépendante située à Kinshasa, en Republique democratique du Congo.
L'école compte plus de 350 élèves de la maternelle à la terminale et post-bac. Situé sur un campus privé de 190 000 m2 à la périphérie de Kinshasa, TASOK offre une éducation américaine à un corps étudiant international de plus de 38 nationalités.

## Aperçu de l'école
TASOK est organisée en trois divisions : école élémentaire (de la petite enfance à la 5e année, soit de 3 à 10 ans), école secondaire (de la 6e à la 8e année, soit de 11 à 13 ans) et école supérieure (de la 9e à la 12e année et post-Bac, ou 14-18 ans). Environ deux tiers des étudiants sont américains et 20 % sont congolais. L'autre moitié des étudiants viennent de plus de 38 pays.
Environ 75 % des étudiants sont des expatriés dont les parents exercent des fonctions diplomatiques ou d'entreprises au Congo. Tasok offre une éducation transportable, ainsi les étudiants sont en mesure de faire la transition depuis et vers les écoles aux États-Unis et à l'international avec peu de perturbations.
Les classes sont petites et, à l'exception des cours de langues étrangères, sont dispensées en anglais. TASOK accepte les étudiants qui ne parlent pas anglais jusqu'à l'âge de 8 ans et propose de vastes programmes de soutien pour l'apprentissage de l'anglais comme langue supplémentaire (EAL) pour ces étudiants, ainsi que d'autres services de soutien pour les étudiants de la 3e à la 12e année. Les diplômés TASOK peuvent s'inscrire dans des collèges et universités aux États-Unis et dans le monde.